# Twilight Zone: The Movie
Twilight Zone: The Movie (en Argentina y en México, Al filo de la realidad; en otros países de Hispanoamérica, Dimensión desconocida; en España, En los límites de la realidad: la película) es una película de 1983, producida por Steven Spielberg como una versión para el cine de la franquicia The Twilight Zone creada por Rod Serling. La película contó con la participación de grandes cineastas de la época, tales como John Landis, George Miller, Joe Dante y el mismo Spielberg, y con la actuación de Dan Aykroyd, Albert Brooks, Vic Morrow (fallecido durante el rodaje), Scatman Crothers y John Lithgow.
La película versiona tres episodios clásicos de la serie e incluye una historia original. John Landis dirigió el prólogo y el primer episodio; Spielberg, el segundo; Joe Dante, el tercero; y George Miller, el cuarto y último. La canción promocional del film fue Nights are forever, escrita por Jerry Goldsmith e interpretada por Jennifer Warnes.
La película, lamentablemente, también es recordada por el accidente de helicóptero que tuvo lugar en una escena de la misma, en la que Vic Morrow y dos niños vietnamitas (ilegalmente contratados) fallecieron durante el rodaje del episodio que dirigía Landis, así como la provocación de una destacada acción legal para reorganizar las reformas laborales en filmes, y de un juicio que tuvo lugar posteriormente, en la que nadie fue hallado culpable del accidente.

## Directores y episodios
- John Landis: prólogo y primer episodio, «Time out», episodio original.
- Steven Spielberg: segundo episodio, remake de «Kick the can».
- Joe Dante: tercer episodio, remake de «It’s a good life».
- George Miller: cuarto episodio y epílogo, remake de «Pesadilla en las alturas» (Nightmare at 20,000 feet).

## Trama

### Prólogo
La película empieza con un conductor ―Albert Brooks― y su pasajero ―Dan Aykroyd― conduciendo por una carretera secundaria un coche de los años 70 en medio de la noche, cantando juntos la canción «Midnight Special» de Creedence Clearwater Revival, y que a su vez la están escuchado de una cinta de casete, hasta que la cinta finalmente se enrolla y se bloquea. Entonces, para no aburrirse, proponen hacer un juego entre ellos, consistente en tratar de adivinar los títulos de programas antiguos de TV, simplemente tarareando sus melodías.
Más tarde la conversación deriva en recordar sus episodios favoritos de la serie The twilight zone y los que más les impactaron. Albert Brooks habla sobre Burgess Meredith en el episodio «Por fin tengo tiempo» (Time enough at last) de dicha serie. Meredith es el narrador de la película, aunque no aparezca en los créditos. También apareció en otros capítulos de la serie clásica:
«Mr. Dingle, the strong» («El forzudo señor Dingle»),
«The obsolete man» y
«Printer’s devil».
El pasajero finalmente le pregunta al conductor: «¿Quieres ver algo realmente terrorífico?». El conductor expectante acepta, entonces el amigo gira su cabeza hacia la ventanilla para ocultar su cara al conductor y tras un instante con suspenso, vuelve a girar su cabeza, revelando entonces el rostro oculto en el que se ha transformado, una criatura monstruosa que acto seguido ataca mortalmente al conductor.
El personaje de Aykroyd aparece otra vez al final de la película, haciendo la misma pregunta a otro hombre (John Lithgow), que tiene la misma situación.
La primera escena se corta apareciendo el exterior del coche, poniendo el monólogo:

Esta puerta se abre con la llave de la imaginación. Al otro lado hay una nueva dimensión, una dimensión de sonido, una dimensión de imágenes, una dimensión de la mente. Están acercándose a un territorio de sombras y sustancias, ideas y cosas. Acaban de entrar a la dimensión desconocida.

### Primer episodio (Time out)
Van ustedes a conocer al señor William Connor, que arrastra consigo un resentimiento mayor que la deuda nacional. Es un hombre amargado, solitario, cansado de esperar las oportunidades que otros consiguen y él, nunca. El señor William Connor, cuyo odio ciego va a catapultarle al rincón más oscuro en la dimensión desconocida.

Este es el único episodio original, dirigido por John Landis. Está vagamente basado en los capítulos «A quality of mercy» y «Death’s head revisited» de la serie original.
Vic Morrow interpreta a un hombre intolerante y racista llamado Bill Connor, que va al bar después del trabajo a tomar algo con sus amigos. Está enfadado porque no ha conseguido un ascenso por el que ha trabajado mucho. En su lugar, han ascendido a un hombre judío. Entonces comienza a hacer comentarios racistas contra judíos, negros y asiáticos. Habla con sorna sobre el judío que ha ascendido varias veces, comentando lo duro que es ganarse la vida por culpa de los judíos, negros y asiáticos. Aunque sus amigos tratan de calmarle, él es inflexible en sus emociones llenas de odio. Atrae de forma involuntaria la atención de un grupo de hombres negros, sentados cerca, que demuestran su rechazo a los comentarios racistas efectuados.
Bill sale del bar, enojado. Pero cuando está afuera, en vez de encontrarse en la calle donde estacionó su automóvil, está en la Francia de Vichy, durante la Segunda Guerra Mundial (1939-1945). Dos policías de las SS que estaban patrullando las calles lo ven como un judío. Después de una persecución por toda la ciudad, viaja en el tiempo y aparece en una zona rural en el sur de Estados Unidos en los años 1950, en donde miembros del Ku Klux Klan lo ven como un afroestadounidense, al cual deciden asesinar colgándolo de un árbol por el cuello. Asustado y confundido, Bill les grita que él es blanco. Mientras trata de escapar, viaja en el tiempo de nuevo, y aparece en la guerra de Vietnam (1955-1975). Ahí es un vietnamita en un campo inundado, y es atacado por un grupo de soldados estadounidenses (que aparecen como racistas y fuman marihuana). Lo ametrallan y casi lo asesinan al arrojarle una granada. Por último, es enviado otra vez a Francia de Vichy. Esta vez es capturado por los SS y enviado a un tren de donde, aparentemente, no puede ser rescatado. Allí queda, gritando por ayuda, inútilmente, mientras el tren es llevado a un campo de concentración.
Nota: Originalmente, este segmento terminaba con que Bill (Vic Morrow) salvaba a dos niños vietnamitas ―representados por la niña actriz Myca-Dinh Le (de 5 años) y el niño Renee Shin-Yi Chen (de 6 años), a quienes cargaba en brazos durante el ataque de un helicóptero estadounidense que ametrallaba y bombardeaba a la población civil de una aldea vietnamita. Al salvar a los dos niños, Bill se redime de su ideología maligna y regresa al presente completamente cambiado.
Sin embargo cuando estaban filmando la escena del helicóptero, que incluía fuegos artificiales para representar las bombas incendiarias que destruían la aldea y todos sus habitantes, el helicóptero se cayó de su soporte (de cinco metros de altura), decapitando con sus aspas al actor Vic Morrow y a la niña Myca Le. Al caer el helicóptero sobre el agua del campo inundado, aplastó al niño Renée Chen, matándolo también instantáneamente.

#### Accidente de helicóptero

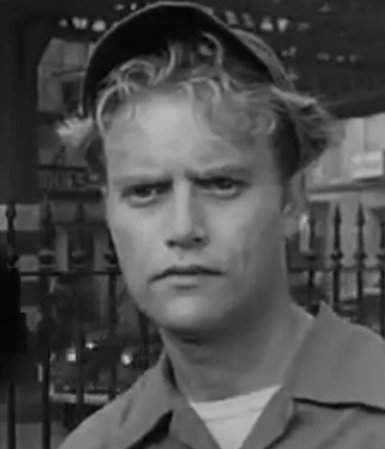
El actor Vic Morrow murió en un accidente de helicóptero durante la filmación del primer episodio del filme dirigido por John Landis.

El viernes 23 de julio de 1982, durante el rodaje del episodio de John Landis, el actor Vic Morrow y los niños actores Myca Dinh Le y Renee Shin-Yi Chen, de 7 y 6 años de edad respectivamente, murieron a causa de un accidente ocasionado por la caída de un helicóptero en pleno rodaje. Las explosiones pirotécnicas causaron la pérdida de control del aparato, que comenzó a volar muy bajo y se estrelló. Las hélices decapitaron a Morrow y a Le, Chen murió por aplastamiento. Los pasajeros del helicóptero sufrieron heridas de escasa gravedad.
Las acciones legales contra los responsables del filme, particularmente contra Landis, duraron casi una década, y cambiaron la regulación legal del trabajo de actores infantiles en los rodajes durante las noches y en las escenas con efectos especiales. Hollywood también evitó el uso de especialistas para escenas con helicópteros durante muchos años, hasta que la revolución tecnológica de los 90 posibilitó el uso de imágenes creadas por computadora para crear efectos especiales digitales.
Como resultado del accidente, el nombre del segundo asistente del director fue retirado de los créditos y reemplazado por el pseudónimo Alan Smithee. El accidente también acabó con la amistad existente entre Landis y Spielberg.

### Segundo episodio
Se dice a veces que donde no hay esperanza no hay vida. Un ejemplo muy a propósito, los residentes de la casa de reposo Sunnyvale, donde la esperanza es solo un recuerdo. Pero la esperanza acaba de entrar en Sunnyvale disfrazada de anciano optimista que lleva su magia en una reluciente lata.

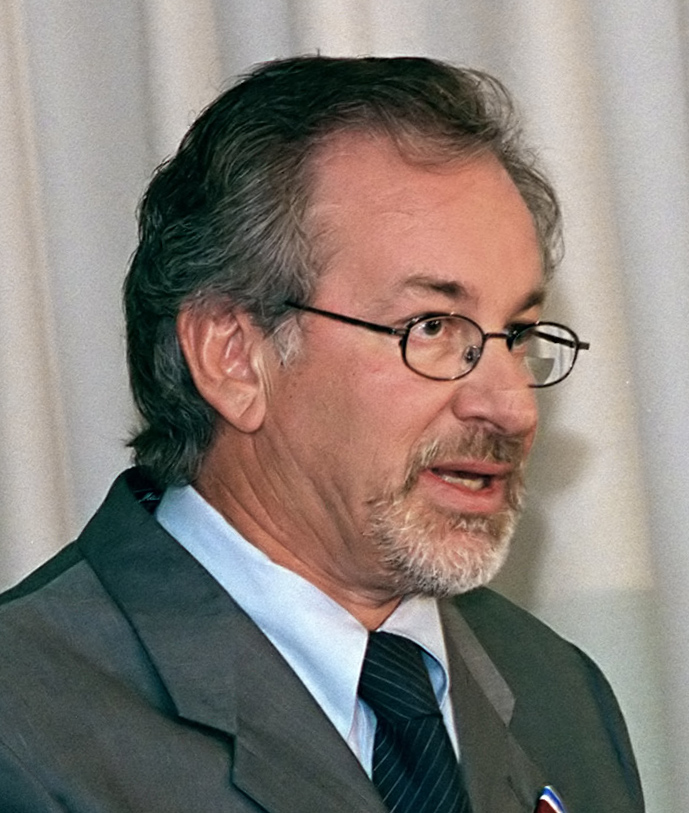
Steven Spielberg.

El segundo episodio está dirigido por Steven Spielberg y es un remake del capítulo de la serie «Por pura diversión» (Kick the can).
Scatman Crothers interpreta a un viejo hombre llamado Bloom que se acaba de trasladar a Sunnyvale. A su llegada, amablemente se sienta y escucha las felices historias de juventud de los otros viejos residentes. Les explica que la vejez no es razón para no disfrutar la vida, y que sentirse joven y activo no es una cuestión de edad sino de actitud. Sin embargo, un viejo gruñón llamado Bill Conroy, bastante escéptico en su perspectiva vital, no está de acuerdo y discute que con su edad puedan llevar a cabo la misma actividad física de la niñez.
Esa noche, el señor Bloom les congrega fuera para jugar a kick the can ―patea la lata, especie de juego del escondite en el que dando una patada a una lata se libera a los jugadores prisioneros. Los residentes se transforman en versiones infantiles de ellos mismos. Aunque están contentísimos de ser jóvenes otra vez y de disfrutar de las actividades que tanto tiempo hacía que no realizaban, también se dan cuenta de que ser joven no significa beneficiarse solo de los buenos momentos, sino también vivir los malos. Así que le piden volver a ser viejos, lo que el señor Bloom concede. Bill Conroy observa a un residente que permanece siendo niño y le dice, antes de que salga corriendo, que está preparado para ser como él. Aunque el niño le dice que no puede ser, Conroy se da cuenta de que no debe cesar de disfrutar la vida por su edad. El episodio acaba con Bloom trasladándose a otra residencia mientras Conroy patea felizmente una lata en el patio del asilo, ya que ha aprendido que ser joven de corazón es lo que realmente importa.

### Tercer episodio
Retrato de una mujer joven en tránsito. Helen Foley, 27 años de edad. Profesión: maestra de escuela. Hasta ahora el ritmo de su vida casi no ha ofrecido variantes, aunque ella siempre ha esperado que algo diferente se presente. Helen Foley no lo sabe aún, pero la espera acaba de terminar.

El tercer episodio ―un remake del capítulo de la serie «It's a good life»― fue dirigido por Joe Dante.
Kathleen Quinlan interpreta el papel de una afable profesora de escuela que va de camino de su nuevo trabajo. Mientras hace una parada en un bar para tomarse algo rápido, ve cómo un joven es acosado por un grupo de camorristas borrachos al haber apagado accidentalmente la televisión mientras ellos la veían. Al poco rato, Helen decide irse. Por no prestar atención, golpea con su coche la bicicleta en la que va montado el chico y le tira. Ofrece sus más sinceras disculpas y se ofrece a llevarle a su casa. Llegan allí y resulta ser una enorme casa de campo. Allí conoce a varias personas que, según el chico, Anthony, son su familia. Su tío Walt, interpretado por Kevin McCarthy; su hermana Ethel, interpretada por Nancy Cartwright; y sus padres. Helen se da cuenta de que la familia parece bastante aprensiva, aunque trata de olvidarlo.
Después de haber llevado al chico a casa, Helen trata de irse, pero descubre que Anthony no es un niño ordinario. Posee unos poderes inexplicables que le permiten hacer prácticamente cualquier cosa que quiera, incluso hacer aparecer personajes de los dibujos animados en la vida real y hacer desaparecer a los humanos. Ellos informan a Helen, diciéndole que no son sus familiares y que llegaron a la casa engañados, justo como ella. También le explican que no se pueden marchar de allí. Tras hacer enfadar a Anthony al decirle que estar allí con él era como una pesadilla, les hace desaparecer junto con la casa, quedándose con Helen en un limbo rodeado de la nada. Helen habla con Anthony y le hace darse cuenta del error de su comportamiento, ofreciéndole su amistad si accede a no abusar más de sus poderes. Anthony se da cuenta de que el mal uso de sus poderes no le ha traído nada bueno, accede a convertirse en una buena persona y se van juntos a la nueva casa de ella en un coche mucho mejor, aparecido tras retornar al mundo que había hecho desaparecer.

### Cuarto episodio
Lo que están viendo podría ser el final de una terrorífica pesadilla. No es así, es el comienzo. Les presento al señor Valentine, pasajero aéreo. Destino: la dimensión desconocida.

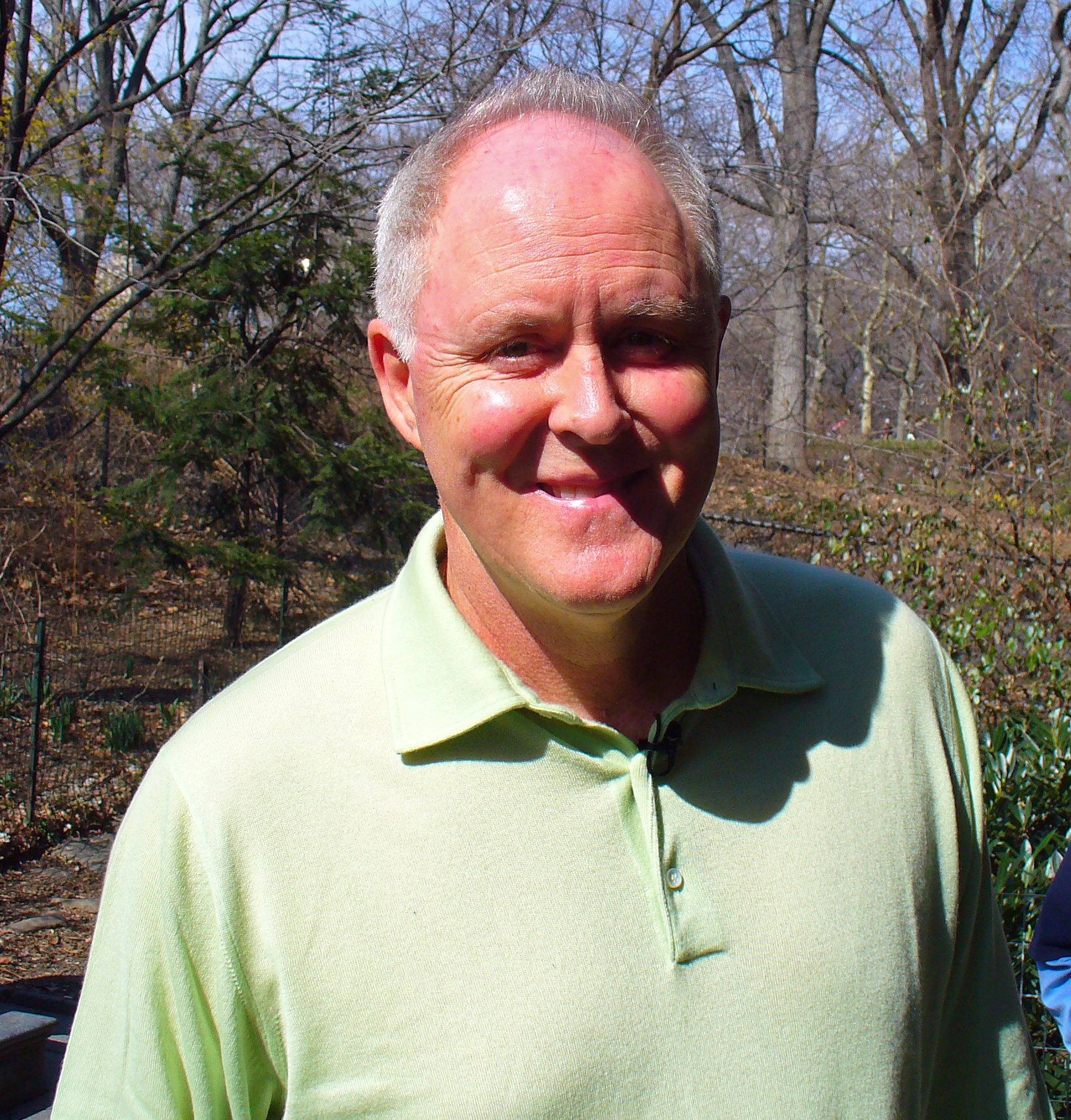
John Lithgow.

El cuarto episodio ―un remake del capítulo «Pesadilla en las alturas (Nightmare at 20,000 Feet) de la serie― fue dirigido por George Miller.
John Lithgow interpreta al señor John Valentine, un estresado e histérico pasajero de una línea aérea. El señor Valentine sale lentamente del baño después de que la azafata le haya preguntado repetidamente si estaba bien. Él había estado recuperándose de un ataque de pánico. Aunque no se menciona en el episodio, parece como si el señor Valentine sufriera de ansiedad, claustrofobia y acrofobia.
Varias veces las azafatas intentan restarle preocupación asegurándole que todo va a ir bien y diciéndole que no hay de qué preocuparse. Su comportamiento atrae la atención de otros pasajeros, que empiezan a manifestar su nerviosismo. Cuando el señor Valentine ve desde su ventana un espantoso diablillo en el ala del avión, entra en una espiral de pánico. Ve cómo esa pequeña pero malvada criatura va arrancando cables y tornillos del motor del avión. Pero por desgracia nadie le cree y al ver que el diablillo sigue destrozando el avión le arrebata el arma a un alguacil (marshal, policía encargado de la seguridad aérea), rompe el cristal de la ventanilla despresurizando la cabina y comienza a disparar a la criatura. Esta le agarra la cara por un segundo, hace un gesto de negación con un dedo y se marcha volando. El avión efectúa un aterrizaje de emergencia. La policía, la tripulación y los pasajeros lo toman por otro caso de locura provocada por la claustrofobia. Se lo llevan en una ambulancia al psiquiátrico, inmovilizado mediante una camisa de fuerza. Los técnicos descubren entonces los inexplicables daños que ha sufrido el motor del avión.

### Epílogo
Dirigido por George Miller. El final del cuarto episodio conecta con el personaje del prólogo. El personaje interpretado por John Lithgow, es conducido al psiquiátrico en una ambulancia. El conductor apaga la sirena y hace sonar la canción Midnight special, de Creedence Clearwater Revival. Se gira y resulta ser el mismo personaje del prólogo, interpretado por Dan Aykroyd, que le dice: 
 ―Así que se pasó miedo allí arriba, ¿eh? 
 ―Oh, sí ―contesta Valentine. 
 ―¿Quiere ver algo realmente terrorífico?
Suena la sintonía de la serie clásica. La película acaba entonces con un plano de la noche estrellada mientras se oye el monólogo inicial de Rod Serling de la primera temporada de la serie The twilight zone.

Hay una quinta dimensión, más allá de lo que el hombre conoce. Se abre a medio camino entre la luz y las sombras, entre la ciencia y la superstición, entre el abismo de los terrores del hombre y la cima de su conocimiento. Es la dimensión de la imaginación. Una dimensión desconocida.
Rod Sterling

## Estreno y reacciones
En los límites de la realidad: la película se estrenó el 24 de junio de 1983 y tuvo críticas variadas.
Roger Ebert del Chicago Sun Times evaluó cada episodio por separado calificándolos, según una escala de cuatro estrellas, de la siguiente manera: dos para el prólogo y el primer episodio, una y media para el segundo, tres y media para el tercero, y tres y media para el cuarto y final.

Lo que sorprende es que dos directores superestrellas sean perfectamente guiados por otros dos directores menos conocidos con anteriores trabajos dentro de los géneros del horror y la acción... Spielberg, que produjo completamente el proyecto, quizás ha notado que él y Landis obtenían los resultados más flojos, al ordenar las historias por grado ascendente de emoción. En los límites de la realidad: La película comienza despacio, casi pierde el ritmo y recupera el tono al final.
Roger Ebert

El episodio del avión ha sido ampliamente elogiado, destacando particularmente la actuación de John Lithgow, pero los otros episodios fueron menos populares. Muchos críticos tachan el episodio de Steven Spielberg de sentimental en exceso. El film resultó perjudicado por la controversia provocada por el accidente de helicóptero, y los resultados de taquilla mostraron una acogida del público poco entusiasta.
Según Box Office Mojo.com, la película obtuvo unos beneficios de 6,61 millones de dólares en el fin de semana de su estreno en 1275 cines. Más tarde se amplió su exhibición a 1288 cines, ingresando en total 29,45 millones de dólares.
No tuvo el gran éxito pensado por los ejecutivos, pero aun así sigue ocupando el primer lugar de la historia del cine en cuanto a películas antológicas se refiere, y ayudó a despertar el interés de la CBS en realizar la versión de los años 1980 de la serie de televisión The twilight zone.
Ha sido publicada en VHS varias veces, la más reciente como parte de una colección de éxitos de la Warner Brothers; también está disponible en DVD, HD DVD y Blu-ray desde el 9 de octubre de 2007.

## Novela adaptada de la película
El novelista estadounidense Robert Bloch (1917-1994) escribió la novela adaptada del film En los límites de la realidad: La película. El orden de los episodios no es el mismo, sino que sigue el guion original del proyecto donde el episodio del avión Pesadilla en las alturas (Nightmare at 20,000 Feet) ocupaba el segundo lugar y el de la residencia de reposo Por pura diversión (Kick the Can) el cuarto. El prólogo y epílogo de la película no aparecen en la novela; Bloch afirma que nadie le dijo que la antología contaba con una secuencia que abría y cerraba el guion. Bloch también dijo que en las seis semanas que le dieron para escribir el libro solo asistió a la proyección de dos de los cuatro episodios, y que tuvo que cambiar de forma apresurada el final del primer episodio tras el fatal accidente con el helicóptero durante el rodaje.
Según fue originalmente escrito, el primer episodio tendría que haber acabado como en el guion original; sin embargo, la versión final del libro refleja los cambios producidos en la versión final de la película.

## Música
Esta película fue la primera de Steven Spielberg en la que John Williams no se encargó de la música. El compositor fue Jerry Goldsmith, que ya se había encargado de la música de siete capítulos de la serie clásica: Nos estamos muriendo los cuatro (The four of us are dying), The big tall wish», Nightmare as a child», Nervous man in a four dollar room», Dust», Back there», y Los invasores (The invaders).